# Rebus
Een rebus is een combinatie van een beeldraadsel met een woordpuzzel. Het beeld is de opgave, eventueel samen met letters. De uitkomst is gewoonlijk een woord of een pakkende zin.  

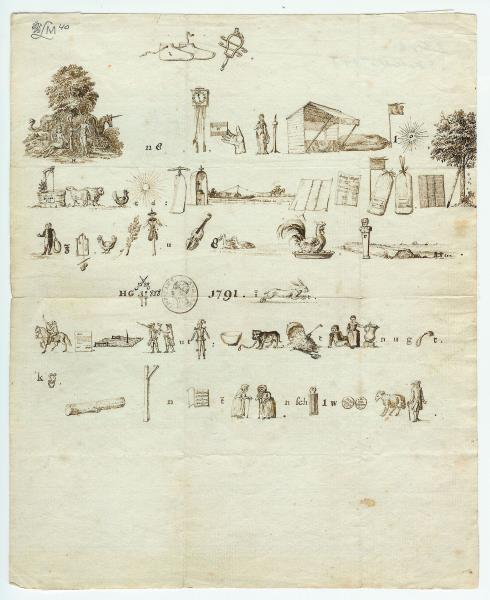
Rebusbrief van Bilderdijk aan zijn schoonzus (1791)
(Collectie Letterkundig Museum)

Een of meer figuren stellen woorden of woorddelen voor, waarbij meestal letters toegevoegd, verwijderd, of vervangen moeten.

## Voorbeeld

### Uitleg
- Plaatje één stelt het pi-teken voor. De "p" moet echter vervangen worden door een "w" (p=w), dus ontstaat er wi.
- Plaatje twee is een kip. Dit woord wordt toegevoegd aan "wi", dus ontstaat er wikip.
- Het derde deel is slechts een tussengeschoven letter, een e. Toegevoegd aan de rest ontstaat er wikipe.
- Tot slot het vierde plaatje: een dia. Als dit woord wordt toegevoegd aan de rest ontstaat het antwoord: Wikipedia.

## Historie
Het woord rebus komt van het Latijnse de rebus quae geruntur, hetgeen betekent: van de dingen die voorbijgaan.
Aanvulpuzzel
· anagrampuzzel
· citaatpuzzel
· cryptogram
· doorloper
· droedel
· filippine
· hartbrekerpuzzel
· kruiswoordpuzzel
· paardensprong
· paspuzzel
· pentagrampuzzel
· petpuzzel
· rebus
· scrabble
· slashpuzzel
· spiraalpuzzel
· taartpuzzel
· weefpuzzel
· woordritsen
· woordladder
· woordvlechten
· woordworm
· woordzoeker
· wordfeud
· wordle
· wurdian
· Zweedse puzzel